# Ormsö kyrka
Ormsö kyrka, Vormsi kirik, är en kyrkobyggnad som ligger i samhället Hullo på Ormsö som är en ö i nordvästra Estland.

## Kyrkobyggnaden
Kyrkan uppfördes sannolikt på 1300-talet. Under första hälften av 1400-talet byggdes ett kor av sten. År 1560 plundrades kyrkan då kyrkklockan och kyrksilvret försvann. År 1632 uppfördes ett nytt långhus av kalksten som ersatte ett tidigare långhus av trä. Kyrkan övergavs under andra världskriget, restaurerades i slutet av 1980-talet och återinvigdes år 1990. År 1997 sattes hängrännor och stuprör upp och dränering av dagvatten anordnades.

## Inventarier
- Från ett altarskåp tillverkat omkring år 1400 har ett fragment bevarats.
- En dopfunt av sten omnämns på 1600-talet.
- Predikstolen är byggd på 1600-talet av Elert Thiele.